# 韋爾芒杜瓦的丕平
韋爾芒杜瓦的丕平（法語：Pépin de Vermandois，約817年—約850年），韋爾芒杜瓦伯爵，倫巴底國王義大利的伯納德的兒子。在虔诚者路易去世后支持皇帝洛泰尔。后裔统治韋爾芒杜瓦直至1102年，为加洛林家族最后的伯爵级别领主。

## 子女
丕平共有三個兒子：
1. 伯納德二世（英语：Bernard II, Count of Laon），拉昂伯爵
2. 丕平三世（英语：Pepin III, Count of Vermandois），韋爾芒杜瓦伯爵
3. 埃貝爾一世，韋爾芒杜瓦伯爵